# NGC 5238
NGC 5238 este o galaxie situată în constelația Câinii de Vânătoare. A fost descoperită în 1789 de către William Herschel. Se află la o distanță de 4,51 megaparseci de Pământ.